# 古谷静佳
古谷 静佳（ふるや しずか、1988年12月26日 - ）は、日本の女性声優。秋田県秋田市出身。AxiS Management所属。プロダクション・エース演劇研究所研究科出身。

## 経歴
声優になる前は出身地である秋田県秋田市内のドラッグストアで正社員として勤務していたが、仕事にやりがいのなさを感じていたときに雑誌でプロダクション・エースのオーディションを知り、声優への道を志した。2011年、『日常』の東雲なの役で声優としてデビューする。デビュー初期は預かり所属だったが、2013年3月から正所属となった。
2014年11月2日、10月31日付でプロダクション・エースを離れフリーになったことを自身のブログで発表した。
2015年12月3日、入院している旨を自身のTwitterにて報告、翌日には事故に遭って頭を打ち軽度の記憶障害となっていることを報告している。後に、事故は4トントラックに轢かれたもので、頭蓋骨骨折、一時半身麻痺という重傷だったことを明らかにしている。交通事故時には、記憶障害になるほどの重傷で意識ももうろうとしていたはずなのに、警察の事情聴取に対して住所などを克明に答えていたという。入院中に症状が悪化した際には、医師が両親を呼び出して死亡覚悟宣告をするほどであったが、奇跡的に回復している。2016年2月16日、ニコニコ生放送『猫ブース鬼パーセント芋!!』に出演し、退院したことを報告した。同年4月16日に開催された同配信番組のイベント『危険度数鬼パーセント!!』に出演後は、声優としての活動はしばらく見られなかった。復帰後、当時の状態について本人は「一時引退状態」と述べている。
2020年8月1日、AxiS Managementにて声優業に復帰することを新規に開設したTwitterで発表し、同日にYouTubeチャンネルも開設。また、復帰発表当日にアニメイトタイムズにて復帰に際してのインタビュー記事も組まれている。ソーシャルゲーム『プリンセスコネクト!Re:Dive』のイタズラ悪魔エディ役が声優復帰後かつ現事務所においての初仕事となった。ソーシャルゲームへの出演やYouTuberとしての活動が主になっているが、吹き替えや朗読劇に挑戦するなど活動は以前より多角的になっている。テレビアニメへの出演は復帰後しばらくなかったが、『探偵はもう、死んでいる。』の船内アナウンス役でテレビアニメへの出演も果たした。

## YouTube
2020年8月1日開設。YouTubeのチャンネルでは、交通事故による入院や声優復活の経緯、一時引退中は最近まで声優以外の仕事をしていたが新型コロナウィルス不況の煽りを受けて解雇されてしまったことや、いじめられた経験があること、漢字の読みや英単語などが恐ろしく苦手であることなどを明かし、視聴者の前に現れるまでの経緯を赤裸々に語っている。また、代表作である『日常』の東雲なののコスプレ姿やキャラクターソングを披露した回や、共演していた声優の本多真梨子、白石稔、佐土原かおりなどがゲスト出演した回も存在する。
なお、マネージャーはAxiS Managementの所属タレントのこよみ、編集は同じく石川利恵(みそしる)が担当している。YouTubeのチャンネルではマネージャーと編集が声のみのアシスタントとして登場し、カンペやクイズ出題、笑い声などを出して盛り上げている。

## 出演
太字はメインキャラクター。

### テレビアニメ
2011年
- 日常（東雲なの）
- マケン姫っ!（2011年 - 2014年、水屋うるち） - 2シリーズ

2012年
- Another（有田松子）
- うぽって!!（あぐ）
- えびてん 公立海老栖川高校天悶部（女の子、女子B）

2014年
- ドラえもん（女の子A）
- ロボットガールズZ（ローレライようこ〈ラインX1〉）

2021年
- 探偵はもう、死んでいる。（船内アナウンス）

### OVA
- 日常『日常の0話』（2011年、東雲なの）

### ゲーム
2011年
- 日常〈宇宙人〉（東雲なの）
- プリンセスプロダクション（桜野姫香）

2014年
- ウチの姫さまがいちばんカワイイ（小天姫 ウリエラ）
- ロボットガールズZ ONLINE（2014年 - 2015年、メカサタン・ジェットラー、ローレライようこ〈ラインX1〉）

2015年
- アイドル事変（加賀谷しおん）

2020年
- プリンセスコネクト!Re:Dive（イタズラ悪魔 エディ）

2021年
- デスティニーチャイルド（テオファノ）
- クッキーラン: キングダム（シュークリーム味クッキー）

### 吹き替え
- ブリジャートン家（2020年 - 2022年、アリス・モンドリッチ〈エマ・ナオミ〉）

### ラジオ
- A&G 超RADIO SHOW〜アニスパ!〜「カドまる情報局」（2010年4月10日 - 7月10日、文化放送・超!A&G+） - 浦高希と共に2代目パーソナリティを務める。
- 白石稔のガッチリと無知な物事を探求して行くラジオ 略して、～「白石稔のガチ無知ラジオ」～ 第3・6回（2010年7月10日・8月28日、ランティスウェブラジオ） - アシスタントのアシスタントとしてローテーションで出演。
- 日常のラヂオ（2011年2月25日 - 12月30日、ランティスウェブラジオ）
- 藤井アユ美のあゆゆカフェ（2020年10月31日・2022年5月28日、FM-FUJI） - ゲスト出演。

### WEB生放送
- 猫ブース鬼パーセント芋!!（2016年2月16日、ニコニコ生放送） - ゲスト出演。
- 危険度数鬼パーセント!!（2016年4月16日、ニコニコ生放送）
- WHACHA!ワールド北斎アワード放送局（2020年10月17日 - 11月18日、YouTube）

### その他
- 京都アニメーションCM「行きたくなるお店編」（2012年、女の子[24]）
- 葛飾北斎260周年記念【ワールド北斎アワード】（2020年、公式キャラクター・天漫蛍流）
- 朗読劇『空の欠片の深いあお。』（2021年、イオリ）
- 忘れられた都市 - The Forgotten City（2022年、公式解説動画ナレーション）
- 全国生コンクリート工業組合連合会（2022年、公式キャラクター・なまリンちゃん）

## ディスコグラフィ

### キャラクターソング
| 発売日         | 商品名                                                                 | 歌                                                                                     | 楽曲                                                      | 備考                                          |
| -------------- | ---------------------------------------------------------------------- | -------------------------------------------------------------------------------------- | --------------------------------------------------------- | --------------------------------------------- |
| 2011年7月6日   | 日常のキャラクターソング その1 なののネジ回しラプソディ                | 東雲なの（古谷静佳）                                                                   | 「なののネジ回しラプソディ」 「なののおひるねおせんたく」 | テレビアニメ『日常』関連曲                    |
| 2011年12月28日 | マケン姫っ! 全エンディングっ!                                          | 天谷春恋（下屋則子）、水屋うるち（古谷静佳）                                           | 「Baby! Baby! Ver.5」                                     | テレビアニメ『マケン姫っ!』エンディングテーマ |
| 2012年1月18日  | マケン姫っ! キャラクター・ソング・アルバム「ドキッ☆ 水着でデスマッチ」 | 高貴楓蘭（合田彩）、藜チャチャ（藏合紗恵子）、砂藤季美（味里）、水屋うるち（古谷静佳） | 「Get Over the Rainbow」                                  | テレビアニメ『マケン姫っ!』関連曲             |

## 書籍

### 写真集
- re:START（2021年1月25日発売、トランスワールドジャパン）ISBN 978-4862563040